# Franz Arndt (Theologe)

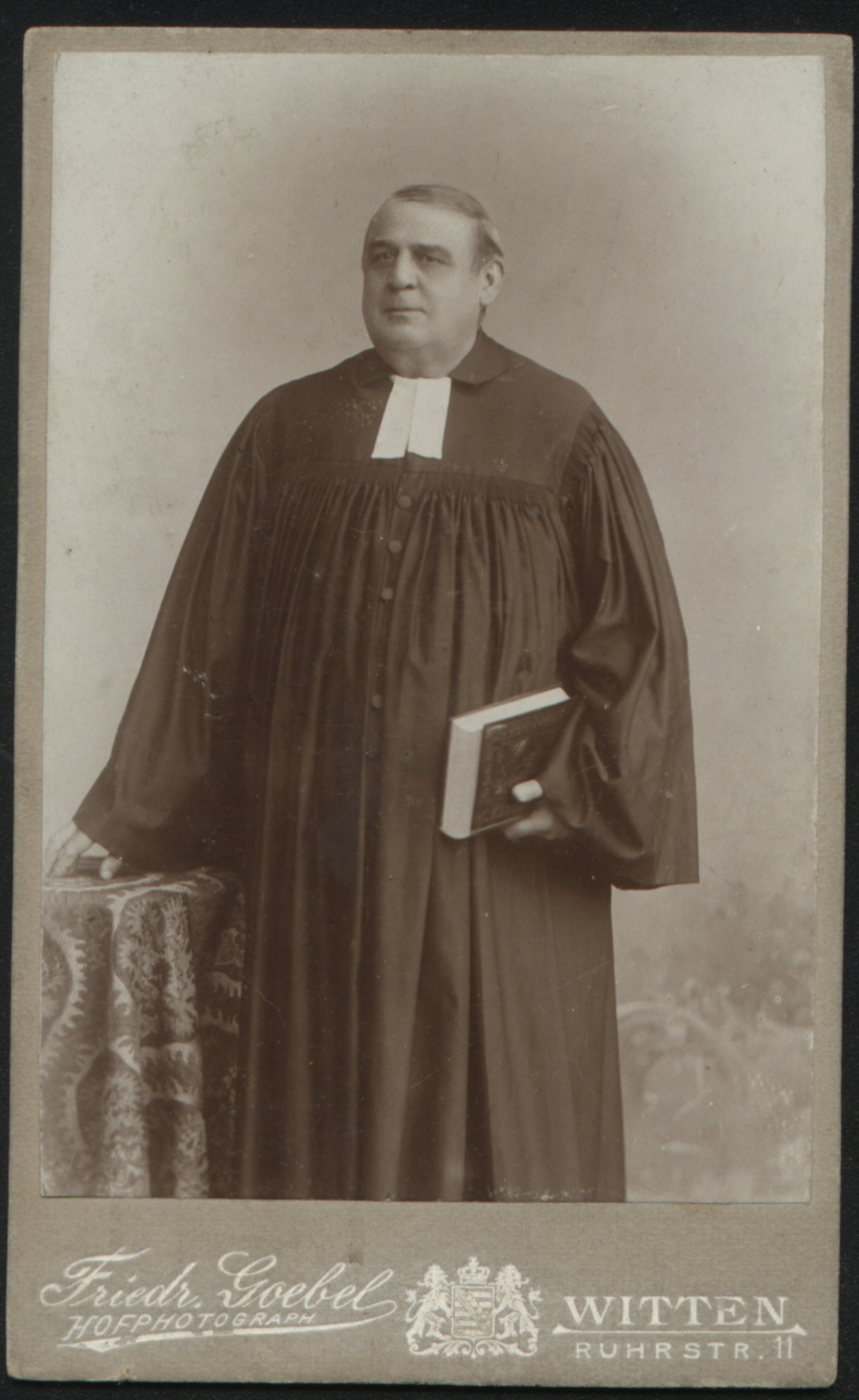
Franz Arndt als Pfarrer

Franz Arndt (* 6. August 1848 in Sieversdorf; † 19. Juli 1917 in Rostock) war ein deutscher evangelischer Theologe und Pfarrer.

## Leben
Arndt, der Sohn eines Pfarrers, besuchte Gymnasien in Ruppin, Berlin und Stendal. 1869 studierte er als stud. theol. et phil. in Jena und später in Berlin. Während seines Studiums wurde er 1869 Mitglied der Burschenschaft Teutonia Jena. Er war als Hauslehrer in Bollensdorf bei Berlin und in Plaul bei Chemnitz tätig. 1874 legte er sein erstes Examen in Berlin ab und wurde in Folge Rektor in Werdohl. 1875 machte er sein zweites Examen in Münster. Im Anschluss wurde er Hilfsprediger und im folgenden Jahr Pfarrer in der Gemeinde in Volmarstein. 1876 heiratete er Johanna Wiegmann, Tochter des Superintendenten in Volmarstein. Nachdem er drei Jahre lang Vorarbeit geleistet hatte, erwarb Franz Arndt im Jahr 1882 das Haus Bethanien von Tischler Bönner, das er zu einem Heim für Kranke und Alte umbaute. 1887 gründete er ein Frauenheim, 1895 eine Kinderschule für Kinder von drei bis sechs Jahren.
Arndt plante auch, ein Heim für Behinderte zu erbauen, wozu er verschiedene Heime für Behinderte besuchte und Studien machte. Schließlich wurde 1904 das Johanna-Helenen-Heim eingeweiht. An dem ersten deutschen Kongress für Krüppelfürsorge, der in Berlin stattfand, nahm Franz Arndt 1910 teil. Das Hermann-Luisen-Haus, eine Einrichtung, die Krüppel zu Handwerkern ausbilden sollte, eröffnete 1911.
1917 starb Arndt auf einer Reise.

## Werke
- Die Bibel, ein Volksbuch. 1894.
- Die sozialen Notstände und die Innere Mission. 1889.